# Bókaytelep
Bókaytelep (/ˈboːkɒitɛlɛp/) est un quartier situé dans le 18e arrondissement de Budapest. 